# ابراهیم پردلی
ابراهیم پردلی سیاست‌مدار ایرانی بود، که در دوره بیست و چهارم مجلس شورای ملی بعنوان نماینده زابل از استان سیستان و بلوستان در مجلس شورای ملی حضور داشت.